# Amerykański Uniwersytet w Bośni i Hercegowinie
Amerykański Uniwersytet w Bośni i Hercegowinie (bośn. Američki univerzitet u Bosni i Hercegovini, w skrócie AUBiH) – prywatny uniwersytet z siedzibą w Tuzli w Bośni i Hercegowinie, funkcjonujący w latach 2005–2021.
W 2021 roku na terenie uniwersytetu przeprowadzono rewizję Państwowej Agencji Śledczej i Ochrony, aresztowano założyciela i właściciela Denisa Prcicia pod zarzutem nielegalnego wydawania dyplomów. AUBIH nie prowadzi obecnie działalności edukacyjnej, a strona internetowa jest nieaktywna.

## Personel
Kadrę wykładowczą stanowili głównie nauczyciele krajowi, a także wykładowcy gościnni i pracownicy amerykańscy.
Założycielem Amerykańskiego Uniwersytetu w Bośni i Hercegowinie był Denis Prcić, przedsiębiorca z Tuzli, który w latach 90. mieszkał w Rochester w stanie Nowy Jork.

## Akademicy
W 2007 roku uniwersytet otworzył w Sarajewie wydział studiów podyplomowych, oferujący przyspieszone studia magisterskie w zakresie administracji biznesowej. W 2009 roku otwarto wydział studiów licencjackich w Banja Luce. W 2011 roku AUBIH otworzył w Mostarze wydział studiów licencjackich.
Uniwersytet skupiał następujące kolegia:
- Wydział Ekonomiczny
- Wydział Inżynierii Naukowej i Technologii
- Wydział Spraw Publicznych
- Akademia Sztuk Nowoczesnych

Uniwersytet oferował stopnie naukowe z zakresu prawa, ekonomii, stosunków międzynarodowych, cyberbezpieczeństwa i inżynierii.